# Roger Norrington
Roger Norrington, cuyo nombre completo es Roger Arthur Carver Norrington (Oxford, 16 de marzo de 1934-18 de julio de 2025)Fue un director de orquesta británico. fue hijo de Arthur Norrington y su hermano es Humphrey Thomas Norrington.

## Vida
Norrington estudió en el Real Conservatorio de Música de Toronto, la Dragón School de Oxford, la Westminster School, el Clare College de Cambridge y el Royal College of Music bajo el magisterio de Adrian Boult entre otros. Norrington comenzó tocando el violín y trabajando como tenor en los años 60. En 1962 fundó el Schütz Choir (más tarde denominado Schütz Choir of London).
Norrington se ha casado dos veces. Con su segunda mujer, Kay Lawrence, tienen un hijo, Tom.
En agosto de 2008, Norrington apareció en la serie televisiva, Maestro en la BBC Dos.

## Carrera
De 1969 a 1984 Norrington fue director musical de la Ópera de Kent. En 1978 funda la orquesta London Classical Players y permanece como su director musical hasta 1997. De 1985 a 1989 fue director principal de la Bournemouth Sinfonietta. Fue también presidente del London Philharmonic Choir y del Oxford Bach Choir. Con su mujer, la coreógrafa Kay Lawrence, funda en 1984 el Proyecto de Ópera Antigua para complementar su trabajo de concierto en el periodo barroco, empezando con la ópera de Claudio Monteverdi, Orfeo en el Maggio Musicale Fiorentino en el año 1984 y presentándola en Gran Bretaña en 1986.
En los EE. UU. de 1990 a 1994, fue director musical de la Orquesta de St. Luke. En Europa fue director principal de la Camerata de Salzburgo de 1997 a 2006 y director principal de la Orquesta Sinfónica de la Radio de Stuttgart de 1998 a 2011. Fue consejero artístico de la Sociedad Handel y Haydn de Boston de 2006 a 2009. Dirigió en la Primera Noche de los Proms en 2006 y en la Última Noche de los Proms el 13 de septiembre de 2008. Actualmente es el director principal de la Orquesta de Cámara de Zúrich y principal director invitado de la Orquesta de Cámara de París y la Deutsche Kammerphilharmonie de Bremen. Está planificado que deje su puesto en la Orquesta de Cámara de Zúrich en 2016.

## Estilo y repertorio
Norrington es muy apreciado por sus interpretaciones del repertorio Barroco, Clásico y Romántico. Es miembro del movimiento versión históricamente informada. Norrington ha defendido un uso limitado o nulo del vibrato en las interpretaciones orquestales, lo cual ha sido objeto de discusión. También ha seguido estrictamente las indicaciones de tiempos originales de Beethoven en las interpretaciones de sus sinfonías, a pesar del comentario crítico de que estas indicaciones no son del todo acertadas.
Tiene grabaciones de Haydn, Mozart, Beethoven, Schubert, Berlioz, Brahms, Chaikovski, Dvorak, Bruckner y Mahler con instrumentos del periodo de composición de las obras y con instrumentos modernos. Ha dirigido más de 50 estrenos mundiales y ha aparecido regularmente con la Filarmónica de Berlín, la Filarmónica de Viena y otras importantes orquestas de todo el mundo.

## Premios y reconocimientos
- En 1980 fue nombrado Oficial de la Orden del Imperio Británico (OBE).
- En 1990 fue nombrado Comendador de la Orden del Imperio Británico (CBE).
- En 1997 fue nombrado Knight Bachelor de la Orden del Imperio Británico (KBE).
- Es Socio Honorario del Clare College Cambridge.
- Ha sido distinguido con grados honorarios por las Universidades de York y Kent; y como doctor honoris causa por el Royal College of Music.